# 滋賀県にある建造物の重要文化財一覧
滋賀県にある建造物の重要文化財一覧（しがけんにあるけんぞうぶつのじゅうようぶんかざいいちらん）は、重要文化財の建造物のうち、滋賀県にあるものの一覧である。
文化財保護法では重要文化財は大きく「建造物」と「美術工芸品」の2つの部に分かれているが、本記事では建造物のみを扱う。なお重要文化財のうち特に価値の高いものは国宝に指定されている。文化財保護法の規定では、国宝は重要文化財指定物件のうちから指定することとされている（同法第27条第2項）。

## 湖南

### 大津市

#### 坂本
- 延暦寺戒壇院〔大津市坂本本町〕
- 延暦寺根本中堂（えんりゃくじこんぽんちゅうどう） - 国宝
- 延暦寺根本中堂廻廊
- 延暦寺常行堂及び法華堂 2棟
- 延暦寺相輪橖（えんりゃくじそうりんとう）
- 延暦寺大講堂（旧東照宮本地堂）
- 延暦寺転法輪堂
- 延暦寺瑠璃堂[1]
- 延暦寺 11棟 - 明細は延暦寺参照
- 西教寺客殿
- 西教寺本堂
- 盛安寺客殿
- 日吉大社西本宮本殿及び拝殿〔大津市坂本〕 2棟 - 一部国宝
  - 本殿 - 国宝
  - 拝殿
- 日吉大社西本宮楼門
- 日吉大社摂社宇佐宮本殿及び拝殿（ひよしたいしゃせっしゃうさぐうほんでんおよびはいでん） 2棟
- 日吉大社摂社牛尾神社本殿及び拝殿 2棟
- 日吉大社摂社三宮神社本殿及び拝殿（ひよしたいしゃせっしゃさんのみやじんじゃ - ） 2棟
- 日吉大社摂社樹下神社本殿及び拝殿（ひよしたいしゃせっしゃじゅげじんじゃ - ） 2棟
- 日吉大社摂社白山姫神社本殿及び拝殿（ひよしたいしゃせっしゃしらやまひめじんじゃ - ） 2棟
- 日吉大社東本宮本殿及び拝殿 2棟 - 一部国宝
  - 本殿 - 国宝
  - 拝殿
- 日吉大社東本宮楼門
- 日吉大社日吉三橋（ひよしたいしゃひよしさんきょう）3基
  - 大宮橋
  - 走井橋
  - 二宮橋
- 日吉大社末社東照宮3棟 - 日吉大社、 日吉東照宮参照
  - 本殿、石の間、拝殿（1棟）
  - 唐門
  - 透塀
- 旧宝寿院宝篋印塔〔大津市坂本本町〕（旧所在愛知県津島市、前所在愛知県名古屋市、個人所有）

#### 園城寺町
- 圓満院宸殿〔大津市園城寺町〕
- 園城寺閼伽井屋（おんじょうじあかいや）〔大津市園城寺町〕
- 園城寺一切経蔵（経堂）
- 園城寺金堂 - 国宝
- 園城寺食堂（釈迦堂）（おんじょうじじきどう（しゃかどう））
- 園城寺鐘楼
- 園城寺新羅善神堂（おんじょうじしんらぜんしんどう） - 国宝
- 園城寺大門（仁王門）
- 園城寺唐院（おんじょうじとういん） 4棟
  - 大師堂
  - 灌頂堂
  - 唐門
  - 四脚門
- 園城寺塔婆（三重塔）
- 園城寺毘沙門堂
- 園城寺 5棟
  - 観音堂
  - 札所鐘楼
  - 百体堂
  - 観月舞台
  - 絵馬堂
- 勧学院客殿〔大津市園城寺町〕 - 国宝、園城寺所有
- 光浄院客殿〔大津市園城寺町〕 - 国宝、園城寺所有
- 三尾神社本殿〔大津市園城寺町〕

#### 大津市その他
- 石山寺 4棟〔大津市石山寺〕 
  - 御影堂
  - 蓮如堂
  - 三十八所権現社本殿
  - 経蔵
- 石山寺鐘楼
- 石山寺多宝塔 - 国宝
- 石山寺東大門
- 石山寺宝篋印塔
- 石山寺本堂 - 国宝
- 大津別院書院〔大津市中央〕
- 大津別院本堂
- 小野神社境内社篁神社本殿〔大津市小野〕
- 小野神社飛地境内社道風神社本殿
- 春日神社本殿〔大津市大石富川町〕
- 神田神社本殿〔大津市真野普門町〕
- 旧伊庭家住宅（住友活機園）（きゅういばけじゅうたく（すみともかっきえん）） 6棟、土地〔大津市田辺町〕 - 明細は住友活機園を参照
- 地主神社幣殿（じしゅじんじゃへいでん）〔大津市葛川坊村町〕
- 地主神社本殿 1棟、土地
- 篠津神社表門（しのづじんじゃおもてもん）〔大津市中庄〕
- 聖衆来迎寺（しょうじゅらいこうじ[2]） 4棟〔大津市比叡辻〕 
  - 本堂
  - 客殿
  - 開山堂
  - 表門
- 膳所神社表門（ぜぜじんじゃおもてもん）〔大津市膳所〕
- 長安寺宝塔〔大津市逢坂〕
- 天皇神社本殿（てんのうじんじゃほんでん）〔大津市和邇中〕
- 不動寺〔大津市田上森町〕
  - 本堂
  - 背面突出部
- 礼堂
- 明王院 4棟、土地〔大津市葛川坊村町〕 
  - 本堂
  - 護摩堂
  - 庵室
  - 政所表門
- 蘆花浅水荘（ろかせんすいそう） 6棟、土地〔大津市中庄〕 - 記恩寺庭園、明細は蘆花浅水荘参照
- 和田神社本殿〔大津市木下町〕

### 野洲市
- 生和神社本殿（いくわじんじゃほんでん）〔野洲市冨波乙〕
- 生和神社末社春日神社本殿
- 稲荷神社境内社古宮神社本殿〔野洲市小篠原〕
- 圓光寺九重塔（石塔）〔野洲市久野部〕
- 圓光寺本堂
- 大笹原神社境内社篠原神社本殿（おおささはらじんじゃけいだいしゃささはらじんじゃほんでん）〔野洲市大篠原〕
- 大笹原神社本殿 - 国宝
- 春日神社神門〔野洲市高木〕
- 大行事神社本殿〔野洲市久野部〕 - 圓光寺と同境内
- 日吉神社本殿〔野洲市小篠原〕
- 御上神社摂社若宮神社本殿（みかみじんじゃせっしゃわかみやじんじゃほんでん）〔野洲市三上〕
- 御上神社拝殿
- 御上神社本殿 - 国宝
- 御上神社楼門

### 湖南その他
- 小津神社本殿〔守山市〕
- 懸所宝塔（かけしょほうとう）〔守山市〕
- 勝部神社本殿〔守山市〕
- 最明寺五重塔（石塔）〔守山市〕
- 東門院五重塔（石塔）〔守山市〕
- 伊砂砂神社本殿（いささじんじゃほんでん）〔草津市〕
- 老杉神社本殿（おいすぎじんじゃほんでん）〔草津市〕
- 観音寺阿弥陀堂〔草津市〕
- 観音寺書院
- 志那神社本殿〔草津市〕
- 新宮神社本殿〔草津市〕
- 石津寺本堂（せきしんじほんどう）〔草津市〕
- 鞭崎神社表門（むちさきじんじゃおもてもん）〔草津市〕
- 安養寺十三重塔〔栗東市〕
- 宇和宮神社本殿（うわみやじんじゃほんでん）〔栗東市〕
- 大角家住宅（滋賀県栗太郡栗東町）（おおすみけじゅうたく） 3棟〔栗東市〕 - 旧和中散本舗
  - 主屋
  - 正門
  - 隠居所
- 大野神社楼門〔栗東市〕
- 小槻大社本殿（おつきたいしゃほんでん）〔栗東市〕
- 春日神社表門〔栗東市〕
- 大宝神社境内社追来神社本殿（だいほうじんじゃけいだいしゃおふきじんじゃほんでん）〔栗東市〕
- 油日神社拝殿（あぶらひじんじゃはいでん）〔甲賀市〕
- 油日神社本殿
- 油日神社楼門及び廻廊 3棟
- 加茂神社本殿〔甲賀市〕
- 新宮神社表門〔甲賀市〕
- 飯道神社本殿（はんどうじんじゃほんでん）〔甲賀市〕
- 八坂神社本殿（儀俄大宮）〔甲賀市〕
- 第一大戸川橋梁〔甲賀市〕
- 常楽寺三重塔〔湖南市〕 - 国宝
- 常楽寺本堂 - 国宝
- 善水寺本堂〔湖南市〕 - 国宝
- 多宝塔（石塔）〔湖南市〕 - 廃少菩提寺
- 長寿寺弁天堂〔湖南市〕
- 長寿寺本堂 - 国宝
- 白山神社拝殿〔湖南市〕
- 吉御子神社本殿（よしみこじんじゃほんでん）〔湖南市〕

## 湖東

### 東近江市
- 赤人寺七重塔（しゃくにんじしちじゅうのとう）（石塔）〔東近江市〕 - 山部神社参照
- 石塔寺五輪塔（いしどうじごりんとう） 2基〔東近江市〕
- 石塔寺三重塔（石塔）
- 石塔寺宝塔（石塔）
- 押立神社大門（おしたてじんじゃだいもん）〔東近江市〕
- 押立神社本殿
- 春日神社本殿〔東近江市〕
- 弘誓寺本堂（ぐぜいじほんどう）〔東近江市〕
- 高木神社 2棟〔東近江市〕
  - 本殿
  - 境内社日吉神社本殿
- 百済寺本堂（ひゃくさいじほんどう）〔東近江市〕
- 布施神社本殿 3棟〔東近江市〕
- 涌泉寺九重塔（石塔）〔東近江市〕
- 外村家住宅 10棟〔東近江市〕

### 近江八幡市
- 小田神社楼門〔近江八幡市〕
- 旧西川家住宅（滋賀県近江八幡市新町） 2棟〔近江八幡市〕 
  - 主屋
  - 土蔵
- 五重塔（石塔）〔近江八幡市〕（安養寺町所有）
- 長命寺護摩堂〔近江八幡市〕
- 長命寺三重塔
- 長命寺鐘楼
- 長命寺本堂
- 長命寺 2棟〔近江八幡市〕
  - 三仏堂
  - 護法権現社拝殿
- 八幡社本殿〔近江八幡市〕
- 奥石神社本殿（おいそじんじゃほんでん）〔近江八幡市〕
- 捴見寺三重塔（そうけんじさんじゅうのとう）〔近江八幡市〕
- 捴見寺二王門
- 旧宮地家住宅（旧所在 滋賀県長浜市国友町）〔近江八幡市〕 - 滋賀県立安土城考古博物館内
- 桑実寺本堂（くわのみでらほんどう）〔近江八幡市〕
- 浄厳院 2棟〔近江八幡市〕 
  - 本堂
  - 楼門

### 彦根市
- 有川家住宅（滋賀県彦根市鳥居本町）（-とりいもとちょう） 5棟、土地〔彦根市〕
  - 主屋
  - 文庫蔵
  - 粉挽蔵
  - 薬医門
  - 大蔵
- 長寿院弁才天堂〔彦根市〕
- 千代神社本殿（ちよじんじゃほんでん）〔彦根市〕
- 彦根城馬屋〔彦根市〕
- 彦根城太鼓門及び続櫓（1棟）
- 彦根城天守、附櫓及び多聞櫓（ひこねじょうてんしゅ、つけやぐらおよびたもんやぐら） 2棟[3] - 国宝
- 彦根城天秤櫓
- 彦根城西の丸三重櫓及び続櫓（1棟）
- 彦根城二の丸佐和口多聞櫓（ひこねじょうにのまるさわぐちたもんやぐら）

### その他
- 鏡神社宝篋印塔〔蒲生郡竜王町〕
- 鏡神社本殿
- 勝手神社本殿〔蒲生郡竜王町〕
- 苗村神社境内社十禅師社本殿（なむらじんじゃけいだいしゃじゅうぜんじしゃほんでん）〔蒲生郡竜王町〕
- 苗村神社境内社八幡社本殿
- 苗村神社西本殿 - 国宝
- 苗村神社東本殿
- 苗村神社神輿庫
- 苗村神社楼門
- 八幡神社宝塔〔蒲生郡竜王町〕
- 寂照寺宝篋印塔〔蒲生郡日野町〕
- 正法寺宝塔〔蒲生郡日野町〕
- 正明寺本堂〔蒲生郡日野町〕
- 比都佐神社宝篋印塔（ひつさじんじゃほうきょういんとう）〔蒲生郡日野町〕
- 金剛輪寺三重塔〔愛知郡愛荘町〕
- 金剛輪寺二天門
- 金剛輪寺本堂 - 国宝
- 大行社本殿（たいぎょうしゃほんでん）〔愛知郡愛荘町〕
- 豊満神社四脚門（とよみつじんじゃしきゃくもん）〔愛知郡愛荘町〕
- 甲良神社権殿（こうらじんじゃごんでん）〔犬上郡甲良町〕
- 西明寺三重塔〔犬上郡甲良町〕 - 国宝
- 西明寺二天門
- 西明寺宝塔
- 西明寺本堂 - 国宝

## 湖北

### 長浜市
- 大通寺含山軒及び蘭亭（だいつうじがんざんけんおよびらんてい）（1棟）〔長浜市〕
- 大通寺広間
- 大通寺本堂
- 都久夫須麻神社本殿（つくぶすまじんじゃほんでん）〔長浜市〕 - 国宝、別名竹生島神社
- 宝厳寺 4棟〔長浜市〕 - 一部国宝
  - 観音堂
  - 唐門 - 国宝
  - 渡廊（低屋根）
  - 渡廊（高屋根）
- 宝厳寺五重塔（石塔）
- 五村別院（ごむらべついん） 2棟〔長浜市〕
  - 本堂
  - 表門
- 西徳寺本堂〔長浜市〕
- 田中家住宅（滋賀県伊香郡西浅井村）〔長浜市〕
- 辻家住宅（滋賀県伊香郡西浅井村） 4棟〔長浜市〕
  - 主屋
  - 表門
  - 南倉
  - 前倉
- 中村家住宅　4棟、土地〔長浜市〕
  - 主屋
  - 土蔵
  - 馬屋
  - 表門

### 米原市
- 観音寺 3棟〔米原市〕
  - 本堂
  - 鐘楼
  - 惣門
- 松尾寺九重塔（まつおじくじゅうのとう）（石塔）〔米原市〕

## 湖西
- 思子淵神社（しこぶちじんじゃ） 3棟〔高島市〕
  - 本殿
  - 蔵王権現社
  - 熊野社
- 白鬚神社本殿（しらひげじんじゃほんでん）〔高島市〕
- 若宮神社本殿〔高島市〕